# Rogas ceylonicus
Rogas ceylonicus är en stekelart som först beskrevs av Günther Enderlein 1912.  Rogas ceylonicus ingår i släktet Rogas och familjen bracksteklar. Inga underarter finns listade i Catalogue of Life.